# Камалич, Саби
Саби Камалич (исп. Sabina Fantoni Kamalich, mas conocido como Saby Kamalich; 13 мая 1939, Лима, Перу — 13 сентября 2017, Мехико, Мексика) — мексиканская и перуанская актриса итальяно-хорватского происхождения.

## Биография
Родилась 13 мая 1939 года в Перу в смешанной семье, отец — итальянец, мать — хорватка. После окончания средней школы поступила в колледж. В перуанском кинематографе дебютировала в 1959 году и с тех пор снялась в 48 работах в кино и телесериалах. Наибольшую популярность актрисе принесла роль Марии в перуанской версии телесериала Просто Мария, увидевший свет в 1969 году, это привело к популярности в 7 латиноамериканских странах, а затем актрису ждал ещё один успех, когда в 1972 году она приняла участие в совместной аргентинско-перуанской версии телесериала Просто Мария). Её партнёром по телесериалу был Браулио Кастильо. В 1972 году она переехала в Мексику, туда же отправился и Браулио Кастильо. В 1983 году вернулась в Перу для съёмок в телесериале, после съёмок вернулась в Мексику и уже окончательно. В 1990-х годах она приняла участие в ряде телесериалов.
Скончалась 13 сентября 2017 года в Мехико.

## Личная жизнь
Саби Камалич была замужем за актёром Карлосом Туккио и родила ему 4 детей, однако личная жизнь не сложилась — супруги развелись.

## Фильмография

### Избранные телесериалы
- 1963 — Грозовой перевал — Кати.
- 1964 — Донья Барбара
- 1969 — Просто Мария — Мария Рамос.
- 1972 — Просто Мария — Мария Лопес.
- 1985-2007 — Женщина, случаи из реальной жизни
- 1987-88 — Тихая любовь — Андреа де Окампо.
- 1998 — Три жизни Софии — Аделаида де Видаурри.
- 2001 — Женские секреты — Эрмина.
- 2002-03 — Сомнение — Эльвира.
- 2005 — Разбитые сердца — Вирхиния Грахам.